# 克年语
克年语是老挝一种南亚语系孟高棉语族语言。它最近的亲属语言是越南欣门语。克年语在2018年有3.07万名使用者。
方言有Kaneng[pʰɔːŋ kᵊneːŋ]和Kniang。克年语分布在老挝东北部华潘省省治桑怒Hua Muong附近。